# Агиос Томас (дем Гортина)
Агиос Томас (на гръцки: Άγιος Θωμάς) е село в Република Гърция, разположено на остров Крит, дем Гортина. Селото има население от 789 души.

## Личности
Родени в Агиос Томас
- Евдоким Кокинакис (1923 – 1984), гръцки духовник